# José Luis García Sánchez
José Luis García Sánchez (* 22. September 1941 in Salamanca, Kastilien und León) ist ein spanischer Filmregisseur und Drehbuchautor.
García Sánchez arbeitete auch als Produzent und Schauspieler, z. B. in Colorín colorado (1976). Seine Arbeiten wurden zweimal mit dem Filmpreis Goya ausgezeichnet: 1993 erhielt er den Preis zusammen mit Rafael Azcona und Fernando Trueba in der Kategorie „Bestes Originaldrehbuch“ für Belle Epoque (→ Goya 1993), und 1994, erneut mit Rafael Azcona, in der Kategorie „Bestes adaptiertes Drehbuch“ für Tirano Banderas (→ Goya 1994).
2004 verfilmte er die Biographie der spanischen Philosophin und Lyrikerin María Zambrano  unter dem Titel María querida.